# Point cardinal
Pour le roman de Léonor de Récondo, voir Point cardinal (roman).
Pour les articles homonymes, voir Cardinal.
« Sud-ouest » redirige ici. Pour le quotidien régional français, voir Sud Ouest.
En géographie et en astronomie, un point cardinal est un point de l’horizon servant à se diriger, à s’orienter. Sur une boussole ou sur un plan, on trouve généralement quatre points cardinaux : nord, sud, est et ouest.

## Définition des points cardinaux
En un lieu donné à la surface de la Terre, le méridien local définit la direction d'une droite qui peut être parcourue selon deux sens différents :
- l'un en direction du pôle Nord géographique, cette direction définissant le point cardinal nord ;
- l'autre en direction du pôle Sud géographique, cette seconde direction définissant le point cardinal sud.

De même, en un lieu donné, le parallèle local définit la direction d'une droite qui peut être parcourue selon deux sens différents :
- dans le sens de rotation direct (ou trigonométrique) par rapport à l'axe des pôles, cette direction définissant le point cardinal est ;
- dans le sens de rotation rétrograde (ou horaire) par rapport à l'axe des pôles, cette direction définissant le point cardinal ouest.

## Rose des vents

Rose des vents.

Les points cardinaux sont représentés sur les cartes géographiques par une rose des vents ; le nord est généralement mis en évidence, par exemple en allongeant ou en colorant différemment la pointe de la rose qui l'indique. Le plus couramment, le haut d'une carte indique le nord, le bas le sud, la droite l'est et la gauche l'ouest.
En plus des quatre points cardinaux, il est possible de construire des points intermédiaires, appelés points collatéraux ou points intercardinaux :
| Abréviation      | Point            | Azimut | Radians |
| ---------------- | ---------------- | ------ | ------- |
| N.               | nord             | 0°     | 0       |
| N.N.E.           | nord-nord-est    | 22,5°  | π/8     |
| N.E.             | nord-est         | 45°    | π/4     |
| E.N.E.           | est-nord-est     | 67,5°  | 3π/8    |
| E.               | est              | 90°    | π/2     |
| E.S.E.           | est-sud-est      | 112,5° | 5π/8    |
| S.E.             | sud-est          | 135°   | 3π/4    |
| S.S.E.           | sud-sud-est      | 157,5° | 7π/8    |
| S.               | sud              | 180°   | π       |
| S.S.O. ou S.S.W. | sud-sud-ouest    | 202,5° | 9π/8    |
| S.O. ou S.W.     | sud-ouest        | 225°   | 5π/4    |
| O.S.O. ou W.S.W. | ouest-sud-ouest  | 247,5° | 11π/8   |
| O. ou W.         | ouest            | 270°   | 3π/2    |
| O.N.O. ou W.N.W. | ouest-nord-ouest | 292,5° | 13π/8   |
| N.O. ou N.W.     | nord-ouest       | 315°   | 7π/4    |
| N.N.O. ou N.N.W. | nord-nord-ouest  | 337,5° | 15π/8   |
| N.               | nord             | 360°   | 2π      |

## En astronomie et en géodésie
En astronomie et en géodésie, les points cardinaux servent à construire le système de coordonnées locales, le nord ou le sud pouvant être choisis comme origine de l'azimut.
En astronomie, on associe conventionnellement le zénith et le nadir aux points cardinaux.

## Synonymes
Les huit principaux points cardinaux sont désignés par divers synonymes et les quatre majeurs possèdent des adjectifs :
- nord, septentrion ; adjectifs : nordique, septentrional, boréal, arctique ;
- ouest, couchant, ponant, occident ; adjectif : occidental ;
- sud, midi, méridien ; adjectifs : méridional, austral, antarctique ;
- est, levant, orient ; adjectif : oriental ;
- nord-ouest, noroît ;
- sud-ouest, suroît ;
- sud-est, suet ;
- nord-est, nordet.

Les noms Arctique et Antarctique, avec majuscule, désignent respectivement les régions polaires des hémisphères nord et sud.
Les adjectifs nordiste et sudiste, sans majuscule, ne peuvent qualifier que des personnes ou groupes de personnes (et les noms Nordiste et Sudiste, avec majuscule, désignent respectivement un partisan des camps fédéré et confédéré lors de la guerre de Sécession américaine).

## Avec une majuscule
L'Orient désigne, d'un point de vue européen, les contrées de la Méditerranée orientale et de l'Asie. Le Proche-Orient désigne les pays d'Asie occidentale proche de la méditerranée et de la mer Rouge. L'Extrême-Orient, les pays de la partie orientale de l'Asie bordant l'océan Pacifique nord.
L'Occident désigne l'ensemble des civilisations des pays d'Europe (sauf souvent encore, pour les politologues, la Biélorussie et les parties européennes de la Russie ou de la Turquie et des autres territoires dans leurs aires d'influence), d'Amérique et d'Océanie, par opposition aux cultures des pays d'Afrique et d'Asie. Après la Seconde Guerre mondiale, le terme « Occident » avait désigné plus particulièrement les pays d'Europe de l'Ouest, d'Amérique du Nord et d'Océanie, considérés comme un ensemble défensif, politique et culturel, par opposition à l'Europe de l'Est communiste, à l'Afrique et à l'Asie.

## Éléments culturels

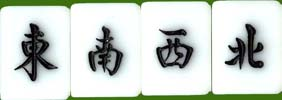
Les quatre vents au mah-jong : Est (東, dōng), Sud (南, nán), Ouest (西, xī), et Nord (北, běi).

Dans les cultures traditionnelles chinoises, d'Extrême-Orient ou certaines cultures d'Asie centrale, le centre — ou le milieu — est considéré comme un cinquième point cardinal. À chaque direction est souvent associée une couleur et des toponymes peuvent faire référence à cette couleur plutôt qu'au nom de la direction correspondante,(le noir et l'eau pour le nord, le vert et le bois pour l'est, le rouge et le feu pour le sud, le blanc et le métal pour l'ouest  et le jaune et la terre pour le centre).
En Amérique, certaines cultures incluent également le centre parmi les points cardinaux ; d'autres en comptent jusqu'à sept : nord, sud, est, ouest, ciel (équivalent du zénith), terre (équivalent du nadir), et milieu. L'axe du monde (axis mundi) est le cinquième point cardinal d'après les cultures chamaniques, c'est le lien entre les deux mondes : la Terre et le Ciel, le monde des vivants et le monde des esprits. Il peut être représenté par un escalier, une suite de flèches, une échelle, un arbre, un serpent… Chez les Aztèques, Quetzalcoatl, le serpent à plumes représente bien le lien entre la Terre et le Ciel : le serpent rampant sur la terre, et l'oiseau volant dans les airs.
D'autres cultures font usage d'autres points de références, comme vers la mer ou les montagnes (Hawaii, Bali), ou vers l'aval ou l'amont (Yurok, Karok).
Si le nord, actuellement, est généralement indiqué par le haut d'une carte, il n'en a pas forcément été ainsi de façon systématique. Certaines cartes anciennes indiquent le nord vers le bas de la carte ; dans les pays chrétiens, le haut de la carte était orienté vers l'est, plus exactement vers Jérusalem, qui est la ville sainte du christianisme, d'où le mot « orientation ». Actuellement, des cartes inversées sont utilisés dans certains pays de l'hémisphère sud.
De même, en Chine impériale, le haut de la carte était souvent (mais pas systématiquement) orienté vers le sud afin de refléter ce que voit quelqu’un se tournant « naturellement » dans cette direction afin d’avoir toute la course du soleil dans son champ de vision et le nord, symbole de froid et donc de mort, dans le dos. Cela se retrouve d’ailleurs dans le sinogramme de « dos » (背) qui indique qu’il s’agit de la partie du corps (月 en graphisme simplifié) tournée vers le nord (北).
Dans la mythologie nordique, nord, sud, est et ouest (nordi, sudi, osten et westen) sont les quatre nains chargés de soutenir les coins du firmament. L'orientation marine de bâbord et tribord nous vient aussi des Vikings.

## Décalages
Les boussoles traditionnelles indiquent les points cardinaux magnétiques, c'est-à-dire par rapport à la direction mesurée du pôle nord magnétique. Chaque point de la Terre a sa propre quantité de différence entre les points cardinaux magnétiques et les points cardinaux géographiques, et cette divergence varie légèrement avec les années. On appelle déclinaison magnétique l'angle de la rotation nécessaire à la conversion. Les cartes géographiques sont faites en fonction des pôles géographiques, basés sur la rotation de la Terre (et donc les mouvements apparents du soleil, vus depuis l'équateur ou aux autres latitudes en ignorant les variations saisonnières).
Certaines villes utilisent des points cardinaux modifiés dans leurs appellation des rues. C'est notamment le cas d'une grande partie du Québec (et de l'Ontario), où l'aval du fleuve Saint-Laurent est souvent appelé est bien qu'en moyenne il soit orienté vers le nord-est. Par conséquent, l'amont de ce fleuve est désigné par le mot ouest et ainsi de suite. Ça peut aller jusqu'au point où il aurait été plus simple qu'une rue nord s'appelle ouest, puisqu'au-delà de -45° de déclinaison (urbaine), un autre des 4 points cardinaux géographiques simples est plus proche. Par exemple, à Montréal, de nombreuses portions de quartiers sont à -57° de déclinaison, et d'autres sont même à -67° (ce qui fait de Jarry Ouest une rue géographiquement sud-sud-ouest, à 0,5° près). Par contre, dans la Ville de Québec, les déclinaisons typiques des rues est-ouest sont moindres : -25°, -33° et -40°. Mais loin du Saint-Laurent, les villes du Québec peuvent utiliser d'autres rivières comme référence, ou aucune. La plupart des rues de Sherbrooke (en Estrie) a 0° de déclinaison ou presque, et une partie du reste semble suivre l'orientation de la rivière Saint-François, une déclinaison de -22°. L'Abitibi utilise abondamment le 0°. La déclinaison en fonction des cours d'eau au Québec provient du Régime seigneurial de la Nouvelle-France (quoique le système de cantons, d'origine anglaise, suivent souvent des diagonales eux aussi, bon nombre suivent des méridiens et parallèles).

## Grammaire et typographie
Les points cardinaux font l'objet de règles typographiques et de grammaire particulières. Ils prennent une minuscule s'ils désignent une direction (vers l'ouest) mais une majuscule lorsqu'ils forment un toponyme (l'Amérique du Sud) ou désignent une région (la cuisine du Sud-Ouest).